# Джузеппе Ріцціотті
Джузеппе Ріцціотті ( Giuseppe Ricciotti; Рим, 27 лютого 1890 — 22 січня 1964) — італійський регулярний канонік, біблійний вчений та археолог. Відомий головним чином своєю книгою «Життя Ісуса Христа», що була видана у 1941 році та кілька разів перероблена та перевидана. Українською мовою відома за перекладом о. Лева Гайдуківського, видання УКУ ім. св. Климента папи, Рим 1979, Том XLSX-L.

## Біографія
Джузеппе Ріцціотті народився в Римі 27 лютого 1890 року. У 1905 р. він вступив до новіціату католицького релігійного ордену регулярних каноніків, прийнявши  обітниці 1906 року. Після навчання в семінарії та закінчення обов'язкової військової служби він був висвячений на священника у 1913 році. Після висвячення Ріцціотті продовжив навчання в Римському університеті ла Сап'єнца, де він проходив курси з філософії, теології. Одночасно він робив курсові роботи в Папському біблійному інституті.
Під час Першої світової війни влада від нього вимагала перервати навчання та проходити військову службу. За цей час він служив військовим капеланом-добровольцем на передовій фронту, а згодом був нагороджений Срібною медаллю військової доблесті за його службу в окопах, де він був також важко поранений.
Після війни Ріцціотті відновив навчання в університеті за спеціальністю «Біблійні студії» і закінчив його у 1919 р. З 1924 року він викладав літературу мовою івриту у Римському університеті. Він також коротко викладав подібні курси в Генуезькому університеті та в університеті м. Барі, де викладав з 1935 по 1960 рр. Крім цього, Ріціотті створив і керував невеликою семінарією в Лігурії.
У 1935 році він був призначений генеральним прокуратором  конгрегації Латеранських каноніків. Під час Другої світової війни завдяки своєму кабінету у конгрегації, він зміг надати притулок багатьом біженцям у базиліці Сан-П'єтро-ін-Вінколі. У цей період він також був консультантом Ватиканської конгрегації в справах духовенства. Цю посаду він займав до 1946 року, до часу  коли його призначили абатом у Губбіо.
Джузеппе Ріцціотті помер у Римі 22 січня 1964 року.

## Праці
Перший важливий твір Ріцціотті — Історія Ізраїлю (англ. History of Israel), опублікований у 1932 р. У цьому ж році він також опублікував Bibbia e non Bibbia (Біблія, а не Біблія), де він підтримав необхідність застосовувати Історично-критичний метод до вивчення Біблії, який базуватиметься на оригінальних текстах, а не на латинській Вульгаті. У 1934 р. Ріцціотті виступив проти посилення антисемітизму, публікуючи переклади італійською мовою проповідей кардинала Міхаеля фон Фаулхабера на користь євреїв.
Біблійні дослідження в Італії були у той період під глибокою підозрою. На нього були напади найконсервативнішого католицького крила теологів на чолі з Ернесто Буонаіуті. На відміну від Буонаіуті, позиції Ріцціотті, було визнано не модерністськими й він прийняв критику Папської біблійної комісії деяких своїх творів.
Його шедевр — Vita di Gesù Cristo (Життя Ісуса Христа), відредагований у 1941 році був перевиданий багато разів. Італійський вчений Ніколотті пише: «Його твори про біблійні тексти, досить консервативного характеру, демонструють міцну історико-філологічну підготовку, зовсім не чужу сучасним здобуткам критика». Джузеппе Ріцціотті також написав твори: La Bibbia e le scoperte moderne (Біблія та сучасні відкриття), 1957 р., і L'imperatore Giuliano l'Apostata secondo i documententi (Юліан ІІ відступник і документи), 1958 р. Крім того, він редагував новий переклад Біблії на італійську мову.